# 노태우 정부의 국무위원
본 문서는 노태우 정부의 국무위원 명단을 나타낸 것이다. 

## 국무위원 명단
| 직위              | 날짜       | 날짜       | 날짜        | 날짜       | 날짜       | 날짜        | 날짜       | 날짜         | 날짜       | 날짜           | 날짜        | 날짜       | 날짜         | 날짜       | 날짜        | 날짜       | 날짜       | 날짜         | 날짜         | 날짜        |
| ----------------- | ---------- | ---------- | ----------- | ---------- | ---------- | ----------- | ---------- | ------------ | ---------- | -------------- | ----------- | ---------- | ------------ | ---------- | ----------- | ---------- | ---------- | ------------ | ------------ | ----------- |
| 직위              | 1988년 2월 | 1988년 5월 | 1988년 12월 | 1989년 3월 | 1989년 7월 | 1989년 12월 | 1990년 1월 | 1990년 3·4월 | 1990년 9월 | 1990년 10·11월 | 1990년 12월 | 1991년 2월 | 1991년 4·5월 | 1991년 7월 | 1991년 12월 | 1992년 1월 | 1992년 3월 | 1992년 6·7월 | 1992년 6·7월 | 1992년 10월 |
| 대통령            | 노태우     | 노태우     | 노태우      | 노태우     | 노태우     | 노태우      | 노태우     | 노태우       | 노태우     | 노태우         | 노태우      | 노태우     | 노태우       | 노태우     | 노태우      | 노태우     | 노태우     | 노태우       | 노태우       | 노태우      |
| 국무총리          | 이현재     | 이현재     | 강영훈      | 강영훈     | 강영훈     | 강영훈      | 강영훈     | 강영훈       | 강영훈     | 강영훈         | 노재봉      | 노재봉     | 정원식       | 정원식     | 정원식      | 정원식     | 정원식     | 정원식       | 정원식       | 현승종      |
| 경제기획원 장관   | 나웅배     | 나웅배     | 조순        | 조순       | 조순       | 조순        | 조순       | 이승윤       | 이승윤     | 이승윤         | 이승윤      | 최각규     | 최각규       | 최각규     | 최각규      | 최각규     | 최각규     | 최각규       | 최각규       | 최각규      |
| 통일원 장관       | 이홍구     | 이홍구     | 이홍구      | 이홍구     | 이홍구     | 이홍구      | 이홍구     | 홍성철       | 홍성철     | 홍성철         | 최호중      | 최호중     | 최호중       | 최호중     | 최호중      | 최호중     | 최호중     | 최영철       | 최영철       | 최영철      |
| 외무부 장관       | 최광수     | 최광수     | 최호중      | 최호중     | 최호중     | 최호중      | 최호중     | 최호중       | 최호중     | 최호중         | 이상옥      | 이상옥     | 이상옥       | 이상옥     | 이상옥      | 이상옥     | 이상옥     | 이상옥       | 이상옥       | 이상옥      |
| 내무부 장관       | 이상희     | 이춘구     | 이한동      | 이한동     | 김태호     | 김태호      | 김태호     | 안응모       | 안응모     | 안응모         | 안응모      | 안응모     | 이상연       | 이상연     | 이상연      | 이상연     | 이동호     | 이동호       | 이동호       | 백광현      |
| 재무부 장관       | 사공일     | 사공일     | 이규성      | 이규성     | 이규성     | 이규성      | 이규성     | 정영의       | 정영의     | 정영의         | 정영의      | 정영의     | 이용만       | 이용만     | 이용만      | 이용만     | 이용만     | 이용만       | 이용만       | 이용만      |
| 법무부 장관       | 정해창     | 정해창     | 허형구      | 허형구     | 허형구     | 허형구      | 허형구     | 이종남       | 이종남     | 이종남         | 이종남      | 이종남     | 김기춘       | 김기춘     | 김기춘      | 김기춘     | 김기춘     | 김기춘       | 김기춘       | 이정우      |
| 국방부 장관       | 오자복     | 오자복     | 이상훈      | 이상훈     | 이상훈     | 이상훈      | 이상훈     | 이상훈       | 이상훈     | 이종구         | 이종구      | 이종구     | 이종구       | 이종구     | 최세창      | 최세창     | 최세창     | 최세창       | 최세창       | 최세창      |
| 교육부 장관       | 김영식     | 김영식     | 정원식      | 정원식     | 정원식     | 정원식      | 정원식     | 정원식       | 정원식     | 정원식         | 윤형섭      | 윤형섭     | 윤형섭       | 윤형섭     | 윤형섭      | 조완규     | 조완규     | 조완규       | 조완규       | 조완규      |
| 문화부 장관       | 정한모     | 정한모     | 최병렬      | 최병렬     | 최병렬     | 이어령      | 이어령     | 이어령       | 이어령     | 이어령         | 이어령      | 이어령     | 이어령       | 이어령     | 이수정      | 이수정     | 이수정     | 이수정       | 이수정       | 이수정      |
| 체육청소년부 장관 | 조상호     | 조상호     | 김집        | 김집       | 김집       | 김집        | 김집       | 정동성       | 정동성     | 정동성         | 박철언      | 박철언     | 박철언       | 박철언     | 이진삼      | 이진삼     | 이진삼     | 이진삼       | 이진삼       | 이진삼      |
| 농림수산부 장관   | 윤근환     | 윤근환     | 김식        | 김식       | 김식       | 김식        | 김식       | 강보성       | 조경식     | 조경식         | 조경식      | 조경식     | 조경식       | 조경식     | 조경식      | 조경식     | 강현욱     | 강현욱       | 강현욱       | 강현욱      |
| 상공부 장관       | 안병화     | 안병화     | 한승수      | 한승수     | 한승수     | 한승수      | 한승수     | 박필수       | 박필수     | 박필수         | 이봉서      | 이봉서     | 이봉서       | 이봉서     | 한봉수      | 한봉수     | 한봉수     | 한봉수       | 한봉수       | 한봉수      |
| 동력자원부 장관   | 이봉서     | 이봉서     | 이봉서      | 이봉서     | 이봉서     | 이봉서      | 이봉서     | 이희일       | 이희일     | 이희일         | 이희일      | 이희일     | 진념         | 진념       | 진념        | 진념       | 진념       | 진념         | 진념         | 진념        |
| 건설부 장관       | 최동섭     | 최동섭     | 박승        | 박승       | 권영각     | 권영각      | 권영각     | 권영각       | 이상희     | 이상희         | 이상희      | 이진설     | 이진설       | 이진설     | 서영택      | 서영택     | 서영택     | 서영택       | 서영택       | 서영택      |
| 보건사회부 장관   | 권이혁     | 권이혁     | 문태준      | 문태준     | 김종인     | 김종인      | 김종인     | 김정수       | 김정수     | 김정수         | 김정수      | 김정수     | 안필준       | 안필준     | 안필준      | 안필준     | 안필준     | 안필준       | 안필준       | 안필준      |
| 노동부 장관       | 최명헌     | 최명헌     | 장영철      | 장영철     | 최영철     | 최영철      | 최영철     | 최영철       | 최영철     | 최영철         | 최병렬      | 최병렬     | 최병렬       | 최병렬     | 최병렬      | 최병렬     | 최병렬     | 이연택       | 이연택       | 이연택      |
| 교통부 장관       | 이범준     | 이범준     | 김창근      | 김창근     | 김창근     | 김창근      | 김창근     | 김창식       | 김창식     | 김창식         | 임인택      | 임인택     | 임인택       | 임인택     | 임인택      | 임인택     | 노건일     | 노건일       | 노건일       | 노건일      |
| 체신부 장관       | 오명       | 오명       | 최영철      | 최영철     | 이우재     | 이우재      | 이우재     | 이우재       | 이우재     | 이우재         | 송언종      | 송언종     | 송언종       | 송언종     | 송언종      | 송언종     | 송언종     | 송언종       | 송언종       | 송언종      |
| 정무제1장관       | 김윤환     | 이종찬     | 정종택      | 정종택     | 박철언     | 박철언      | 박철언     | 김윤환       | 김윤환     | 김동영         | 김동영      | 김동영     | 김동영       | 최형우     | 최형우      | 최형우     | 최형우     | 김용채       | 김종호       | 김동익      |
| 정무제2장관       | 조경희     | 조경희     | 김영정      | 김영정     | 김영정     | 김영정      | 김영정     | 이계순       | 이계순     | 이계순         | 이계순      | 이계순     | 이계순       | 이계순     | 김갑현      | 김갑현     | 김갑현     | 김갑현       | 김갑현       | 김갑현      |
| 총무처 장관       | 김용갑     | 김용갑     | 김용갑      | 김용래     | 김용래     | 김용래      | 김용래     | 이연택       | 이연택     | 이연택         | 이연택      | 이연택     | 이연택       | 이연택     | 이상배      | 이상배     | 이상배     | 이문석       | 이문석       | 이문석      |
| 과학기술처 장관   | 이관       | 이관       | 이상희      | 이상희     | 이상희     | 이상희      | 이상희     | 정근모       | 정근모     | 김진현         | 김진현      | 김진현     | 김진현       | 김진현     | 김진현      | 김진현     | 김진현     | 김진현       | 김진현       | 김진현      |
| 공보처 장관       |            |            |             |            |            | 최병렬      | 최병렬     | 최병렬       | 최병렬     | 최병렬         | 최창윤      | 최창윤     | 최창윤       | 최창윤     | 최창윤      | 최창윤     | 최창윤     | 손주환       | 손주환       | 유혁인      |
| 환경처 장관       |            |            |             |            |            |             | 조경식     | 조경식       | 허남훈     | 허남훈         | 허남훈      | 허남훈     | 권이혁       | 권이혁     | 권이혁      | 권이혁     | 권이혁     | 이재창       | 이재창       | 이재창      |

## 같이 보기
- 노태우 정부
- 국무위원